# Hessischer Radfernweg R9
Der Hessische Radfernweg R9 ist einer von neun Radfernwegen in Hessen und steht unter dem Motto Vom Rhein zum Main. Der Radfernweg beginnt in Worms und verläuft über meist asphaltierte Wege durch den Odenwald bis nach Obernburg am Main. Die Gesamtlänge beträgt ungefähr 80 Kilometer. Der R9 ist somit der kürzeste hessische Radfernweg.

## Unterwegsstationen
Worms – Heppenheim – Reichelsheim (Odenwald) – Höchst im Odenwald – Obernburg am Main

## Anschluss an andere große Radwege
- Hessischer Radfernweg R4 bei Höchst
- Hessischer Radfernweg R6 bei Worms
- Hessischer Radfernweg R8 bei Heppenheim
- Limesradweg bei Obernburg
- Main-Radweg ebenfalls bei Obernburg